# Potrošačka poljoprivreda
Potrošačka poljoprivreda nastaje kada poljoprivrednici uzgajaju prehrambene useve kako bi zadovoljili svoje porodične potrebe. U potrošačkoj poljoprivredi, poljoprivredni proizvod je usmeren na opstanak i uglavnom je za lokalne potrebe sa malo ili nimalo viška. Odluke o sadnji donose se uglavnom imajući u vidu porodične potrebe tokom naredne godine, a tržišne cene su sekundarni kriterijum. Toni Voters navodi: „Potrošački paori su ljudi koji uzgajaju ono što jedu, grade vlastite kuće i žive bez redovne kupovine na pijaci.”"
Uprkos primatu samodovoljnosti u samostalnom uzgoju, danas većina poljoprivrednih farmi takođe u određenoj meri učestvuje u trgovini, mada se obično radi o robi koja nije neophodna za opstanak, a može uključivati šećer, gvozdene krovne ploče, bicikle, polovnu odeću, i tako dalje. Većina potrošačkih poljoprivrednika u današnje vreme živi u zemljama u razvoju. Iako je njihova količina trgovine merena gotovinom manja od one kod potrošača u zemljama sa modernim složenim tržištima, mnogi imaju važne trgovinske kontakte i trgovinske predmete koje mogu proizvesti zbog svojih posebnih veština ili posebnog pristupa resursima koji se cene na tržištu.
Potrošačka poljoprivreda ima nekoliko prepoznatljivih karakteristika, kao što su mali zahtevi za kapitalom/finansijama, uglavnom se praktikuju mešoviti usevi, ograničena je upotreba agrohemikalija, npr. pesticida i đubriva, koriste se neusavršene sojeve useva i životinja, malo je ili nema viška za prodaju, dolazi do šikoke upotrebe grubih/tradicionalnih oruđa kao što su motike, mačete/kratke sablje, uglavnom se fokus stavlja na proizvodnju useva za hranu, i to se čini na malim rasutim zemljišnim parcelama, koristi porodičnu/nekvalifikovanu radnu snagu, i prinos je nizak.

## Istorija
Potrošačka poljoprivreda je preovlađivala u delovima Azije, posebno Indije, a kasnije se pojavila u raznim oblastima, uključujući Meksiko, gde je bila bazirana na kukuruzu, i u Andima, gde je bila zasnovana na pripitomljavanju krompira.
Potrošačka poljoprivreda je bila dominantni način proizvodnje u svetu sve do nedavno, kada je tržišni kapitalizam postao široko rasprostranjen. Uzgojna hortikultura se verovatno samostalno razvila u jugoistočnoj Aziji i Papui Novoj Gvineji.
Potrošačka poljoprivreda u velikoj meri je nestala u Evropi do početka Prvog svetskog rata, a u Severnoj Americi sa migracijom napoličara i stanarskih ratara sa američkog juga i srednjeg zapada tokom 1930-ih i 1940-ih godina. Sve do 1950-ih, bilo je uobičajeno da se na porodičnim poljoprivrednim imanjima u Severnoj Americi i Evropi uzgaja hrana pretežno za sopstvenu porodice i da se pravi veći deo odeće, mada je prodaja poljoprivrednih proizvoda donosila dovoljno novca za kupovinu robe. Mnogi od tih predmeta, kao i povremene usluge lekara, veterinara, kovača i drugih, često su plaćani putem razmenom, bez korišćenja valute.
U srednjoj i istočnoj Evropi se potrošačka i polupotrošačka poljoprivreda ponovo pojavila u tranzicijskoj ekonomiji od oko 1990. godine.

## Savremene prakse
Potrošačka poljoprivreda se nastavlja i danas u velikim delovima ruralne Afrike, i delovima Azije i Latinske Amerike. Tokom 2015. godine, oko 2 milijarde ljudi (nešto više od 25% svetske populacije) u 500 miliona domaćinstava koja žive u ruralnim oblastima zemalja u razvoju opstaju baveći se „maloposedničkom” poljoprivredom, obrađujući manje od 2 hektara (5 akra) zemlje. Oko 98% kineskih farmera radi na malim farmama, a Kina čini oko polovine ukupnih svetskih farmi. U Indiji, 80% ukupnih farmera su mali farmeri; Etiopija i Azija imaju skoro 90% malih farmera; dok su Meksiko i Brazil zabeležili 50% i 20% malih farmi.
Područja u kojima se danas uglavnom praktikuje poljoprivreda za samostalne potrebe, kao što su Indija i drugi regioni u Aziji, nedavno su u opadanju. To je zbog procesa kao što su urbanizacija, transformacija zemljišta u ruralna područja i integracija kapitalističkih oblika poljoprivrede. U Indiji je povećanje industrijalizacije i smanjenje ruralne poljoprivrede dovelo do ruralne nezaposlenosti i povećanog siromaštva za one iz nižih kasti. Oni koji su sposobni da žive i rade u urbanizovanim sredinama su u mogućnosti da povećaju prihode, dok oni koji ostaju u ruralnim područjima imaju velika smanjenja, zbog čega nije došlo do velikog pada siromaštva. Ovo efektivno proširuje jaz u prihodima između nižih i viših kasta i otežava onima u ruralnim područjima da napreduju u rangu kasti. Ovo doba je obeležilo vreme povećanog broja samoubistava farmera i „sela koje nestaju“.

## Literatura
- Charles Sellers (1991). The Market Revolution: Jacksonian America, 1815–1846. New York: Oxford University Press.
- Sir Albert Howard (1943). An Agricultural Testament. Oxford University Press.
- Tony Waters (2010). "Farmer Power: The continuing confrontation between subsistence farmers and development bureaucrats"/
- Marvin P Miracle (May 1968). "Subsistence Agriculture: Analytical Problems and Alternative Concepts“, American Journal of Agricultural Economics, pp. 292–310.
- Anderson, A. (1997) Prehistoric Polynesian impact on the New Zealand environment: Te Whenua srf. Historical Ecology in the Pacific Islands: Prehistoric Environmental and Landscape Change (eds. Kirch, P. V. and Hunt, T. L.) Yale University Press, New Haven and London, 271–283.
- Bartlett, H. H. (1956) Fire, primitive agriculture, and grazing in the tropics.  Man's Role in Changing the Face of the Earth (ed. Thomas, W. L.) The University of Chicago Press, Chicago and London, 692–720.
- Becker, B. K. (1995) Undoing myth: the Amazon, an urbanized forest.  Brazilian Perspectives on Sustainable Development of the Amazon Region, Vol. 15 (eds. Clüsener-Godt, M. and Sachs, I.) UNESCO, Paris 53–89.
- Boserup, Ester (original 1965: last printing 2005) The Conditions of Agricultural Growth: The Economics of Agrarian Change under Population Pressure by Ester Boserup, Virginia Deane Abernethy and Nicholas Kaldor (Aug 29, 2005)
- Darby, H. C. (1956) The clearing of the woodland of Europe.  Man's Role in Changing the Face of the Earth (ed. Thomas, W. L.) The University of Chicago Press, Chicago and London, 183–216.
- Dumond, D. E. (1961) Swidden agriculture and the rise of Maya civilization. Southwestern Journal of Anthropology, 17301–316.
- Ellen, R. (1982) Environment, Subsistence, and Systems: The Ecology of Small-scale Social Formations. Cambridge and New York: Cambridge University Press.
- Golson, J. (1982a) The Ipomoean revolution revisited: society and the sweet potato in the upper Wahgi Valley.  Inequality in New Guinea Highlands Societies. (ed. Strathern, A.) Cambridge University Press, Cambridge, 109–136.
- Golson, J. (1982b) Kuk and the history of agriculture in the New Guinea highlands.  Melanesia: Beyond Diversity. (eds.  May, R. J. and Nelson, H.) Australian National University, Canberra, 297–307.
- Humphries, S. (1993) The intensification of traditional agriculture among Yucatec Maya farmers: facing up to the dilemma of livelihood sustainability. Human Ecology, 21, 1, 82-102.
- Kirch, P. V. (1984) The Evolution of the Polynesian Chiefdoms, Cambridge University Press, Cambridge.
- Kirch, P. V. and Hunt, T. L. (eds.) (1997) Historical Ecology in the Pacific Islands: Prehistoric Environmental Change and Landscape Change, Yale University Press, New Haven and London.
- Meggers, B. J. (1954) Environmental limitations on the development of culture. American Anthropologist, 56, 5, 801–824.
- Modjeska, N. (1982) Production and inequality: perspectives from central New Guinea, A.Strathern (ed.) Inequality in New Guinea Highlands Societies, Cambridge: Cambridge University Press, 50–108.
- Scott, James C. (2009) The Art of Not Being Governed. Yale University Press, New Haven
- Steensberg, A. (1993) Fire-clearance Husbandry: Traditional Techniques Throughout the World. Herning: Poul Kristensen.
- Thomas, W. L. (ed.) (1956) Man's Role in Changing the Face of the earth.  Man's Role in Changing the Face of the earth, The University of Chicago Press, Chicago and London.
- Turner, B. L. (1974) Prehistoric intensive agriculture in the Mayan lowlands. Science, 185, 4146, 118–124.
- Van den Bosche, Peter (2005). The Law and Policy of the World Trade Organization. Cambridge, UK: Cambridge University Press. стр. 42. ISBN 978-0-511-12392-4. „Dumping, i.e. bringing a product onto the market of another country at a price less than the normal value of that product is condemned but not prohibited in WTO law.”
- Reeves, James B.; Weihrauch, John L. (1979). Composition of foods: fats and oils. Agriculture handbook 8-4. Consumer and Food Economics Institute. Washington, D.C.: U.S. Dept. of Agriculture, Science and Education Administration. стр. 4. OCLC 5301713.
- Ryan, Orla (23. 8. 2002). „Aid workers grope for famine causes”. BBC News. Приступљено 4. 4. 2012.
- Olley, Lola (29. 6. 2009). „Could This Be Africa's Next Cash Crop?”. Huffington Post. Приступљено 4. 4. 2012.
- Staff (3. 4. 2012). „Native plants, herbal supplements could be cash crops for North Country, SLU prof says”. North Country Now. Приступљено 3. 4. 2012.
- Lonergan, Kerry (5. 11. 2008). „Cash Crops”. Australian Broadcasting Corporation. Приступљено 4. 4. 2012.
- „Cash Crop –  AWB Scandal (Report)”. The Age. Архивирано из оригинала 17. 09. 2008. г. Приступљено 4. 4. 2012.
- Rowbotham, Jill (28. 7. 2010). „High yield expected from cash for crop research”. The Australian. Приступљено 4. 4. 2012.
- Nepru Working paper #80, The Nambian Economic Policy Research Unit. Hopolang Phororo.
- Hillstrom, Kevin; Hillstrom, Laurie Collier (2003). Australia, Oceania, and Antarctica: A Continental Overview of Environmental Issues. ABC-CLIO, Inc. стр. 73—119. Приступљено 9. 4. 2012.  1576076954
- Choudhury, Sanjoy (2010). „Jhum”. Geography and You. св. 10 бр. 59. Архивирано из оригинала 4. 3. 2019. г.
- Disha Experts (2018). 1500+ MCQs with Explanatory Notes For Geography, Ecology & Environment. Disha Publications. стр. 130.
- Kettler, J. S. (1. 8. 1996). „Fallow enrichment of a traditional slash/mulch system in southern Costa Rica: comparisons of biomass production and crop yield”. Agroforestry Systems (на језику: енглески). 35 (2): 165—176. ISSN 0167-4366. doi:10.1007/BF00122777.
- Biederman, L. A. (31. 12. 2012). „Biochar and its effects on plant productivity and nutrient cycling: a meta-analysis”. GCB Bioenergy (на језику: енглески). 5 (2): 202—214. doi:10.1111/gcbb.12037.
- Alexander, Andrew C. Scott, David M.J.S. Bowman, William J. Bond, Stephen J. Pyne, Martin E. (2013). Fire on Earth : An Introduction. Hoboken: John Wiley & Sons Inc. стр. 287. ISBN 978-1118570715.
- Pyne, Stephen J. (1997). World Fire : The Culture of Fire on Earth (Pbk. изд.). Seattle: University of Washington Press. стр. 85. ISBN 978-0295975931.

## Spoljašnje veze
- „Best Management Practices for Wood Ash as Agricultural Soil Amendment” (PDF). athenaeum.libs.uga.edu.
- „Slash and Burn Agriculture | EcoLogic Development Fund”. www.ecologic.org (на језику: енглески). Приступљено 10. 1. 2018.